# 禧年書
《禧年書》，又被称为小创世纪，是一部包含50个章节的古犹太宗教作品，被埃塞俄比亚正统合性教会和贝塔以色列（埃塞俄比亚犹太人）视为正典。《禧年書》被天主教、东正教和新教教会视为伪经。在贝塔以色列以外的犹太人中，它也不被视为正典。该书在早期基督教时期知名度很高。除吉兹语版外，该书没有希腊语和拉丁语版本流传下来。